# Eurychone galeandrae
Eurychone galeandrae är en orkidéart som först beskrevs av Heinrich Gustav Reichenbach, och fick sitt nu gällande namn av Rudolf Schlechter. Eurychone galeandrae ingår i släktet Eurychone och familjen orkidéer. Inga underarter finns listade i Catalogue of Life.